# Sommer-Universiade 2017/Leichtathletik
| Medaillenspiegel Leichtathletik | Medaillenspiegel Leichtathletik | Medaillenspiegel Leichtathletik | Medaillenspiegel Leichtathletik | Medaillenspiegel Leichtathletik | Medaillenspiegel Leichtathletik |
| Platz                           | Land                            | Gold                            | Silber                          | Bronze                          | Gesamt                          |
| ------------------------------- | ------------------------------- | ------------------------------- | ------------------------------- | ------------------------------- | ------------------------------- |
| 01                              | Japan                           | 7                               | 2                               | 7                               | 16                              |
| 02                              | Polen                           | 6                               | 4                               | 4                               | 14                              |
| 03                              | Deutschland                     | 5                               | 2                               | 1                               | 8                               |
| 04                              | Ukraine                         | 3                               | 2                               | 2                               | 7                               |
| 05                              | Dom. Republik                   | 3                               | —                               | —                               | 3                               |
| 06                              | Taiwan                          | 2                               | 2                               | 4                               | 8                               |
| 07                              | Italien                         | 2                               | 2                               | 2                               | 6                               |
| 08                              | Frankreich                      | 2                               | 1                               | 2                               | 5                               |
| 09                              | Portugal                        | 2                               | —                               | 1                               | 3                               |
| 10                              | USA                             | 1                               | 3                               | 1                               | 5                               |
| 11                              | Mexiko                          | 1                               | 3                               | —                               | 4                               |
| 11                              | Belarus                         | 1                               | 3                               | —                               | 4                               |
| 13                              | Rumänien                        | 1                               | 2                               | 3                               | 6                               |
| 14                              | Türkei                          | 1                               | 2                               | 2                               | 5                               |
| 15                              | Kanada                          | 1                               | 2                               | —                               | 3                               |
| 16                              | Ungarn                          | 1                               | 1                               | 2                               | 4                               |
| 17                              | Australien                      | 1                               | 1                               | 1                               | 3                               |
| 17                              | Uganda                          | 1                               | 1                               | 1                               | 3                               |
| 19                              | Kuba                            | 1                               | 1                               | —                               | 2                               |
| 20                              | Tschechien                      | 1                               | —                               | 2                               | 3                               |
| 21                              | Österreich                      | 1                               | —                               | 1                               | 2                               |
| 21                              | Schweiz                         | 1                               | —                               | 1                               | 2                               |
| 23                              | Aserbaidschan                   | 1                               | —                               | —                               | 1                               |
| 23                              | Jamaika                         | 1                               | —                               | —                               | 1                               |
| 23                              | Kirgisistan                     | 1                               | —                               | —                               | 1                               |
| 23                              | Niederlande                     | 1                               | —                               | —                               | 1                               |
| 23                              | Serbien                         | 1                               | —                               | —                               | 1                               |
| 28                              | Südafrika                       | —                               | 4                               | —                               | 4                               |
| 29                              | VR China                        | —                               | 3                               | —                               | 3                               |
| 30                              | Algerien                        | —                               | 2                               | 2                               | 4                               |
| 31                              | Finnland                        | —                               | 1                               | 2                               | 3                               |
| 31                              | Vereinigtes Königreich          | —                               | 1                               | 2                               | 3                               |
| 33                              | Lettland                        | —                               | 1                               | 1                               | 2                               |
| 34                              | Burkina Faso                    | —                               | 1                               | —                               | 1                               |
| 34                              | Zypern                          | —                               | 1                               | —                               | 1                               |
| 34                              | Indien                          | —                               | 1                               | —                               | 1                               |
| 34                              | Kasachstan                      | —                               | 1                               | —                               | 1                               |
| 38                              | Belgien                         | —                               | —                               | 1                               | 1                               |
| 38                              | Litauen                         | —                               | —                               | 1                               | 1                               |
| 38                              | Moldau                          | —                               | —                               | 1                               | 1                               |
| 38                              | Neuseeland                      | —                               | —                               | 1                               | 1                               |
| 38                              | Slowakei                        | —                               | —                               | 1                               | 1                               |
| Total                           | Total                           | 50                              | 50                              | 49                              | 149                             |

Die Leichtathletik-Wettbewerbe der Sommer-Universiade 2017 fanden vom 23. bis zum 28. August 2017 im Taipei Municipal Stadium statt. Die Wettbewerbe waren in vier Abschnitte unterteilt: Laufwettbewerbe, Sprung- und Wurfwettbewerbe, Straßenrennen und Gehen.
Zur Eröffnungsfeier reisten alle 26 deutschen Leichtathleten (16 Frauen, 10 Männer) an, darunter neun Teilnehmer der Leichtathletik-Weltmeisterschaften in London. Dies war das seit Jahren größte Team mit dem die deutsche Mannschaft an den Start ging. Als Titelverteidiger waren Kugelstoßerin Lena Urbaniak und 3000-Meter-Hindernisläufer Martin Grau mit dabei.
Im Aufgebot des Schweizer Hochschulsportverbands (SHSV) standen 20 Leichtathleten (acht Frauen, zwölf Männer). Der Österreichische Leichtathletik-Verband (ÖLV) entsandte sieben Athleten (vier Frauen und drei Männer). Der luxemburgische Leichtathletikverband (FLA) selektionierte vier Athleten (zwei Frauen und zwei Männer). Vom Liechtensteinischen Hochschulsportverband (LHSV) wurden keine Leichtathleten aufgestellt.
Da die Russische Studentensport Union (RSSU) nicht rechtzeitig eine Einigung mit dem Leichtathletikweltverband (IAAF) erzielen konnte, nahmen keine russischen Leichtathleten an der Universiade in Taipeh teil.

## Ergebnisse Männer

### 100 m
| Platz | Athlet          | Land   | Zeit (s) |
| ----- | --------------- | ------ | -------- |
| 1     | Yang Chun-han   | Taiwan | 10,22    |
| 2     | Thando Roto     | RSA    | 10,24    |
| 3     | Cameron Burrell | USA    | 10,27    |
| 4     | Tyquendo Tracey | JAM    | 10,28    |
| 5     | Ján Volko       | SVK    | 10,30    |
| 6     | Le Shon Collins | USA    | 10,32    |
| 7     | Shūhei Tada     | JPN    | 10,33    |
| 8     | Emmanuel Yeboah | GHA    | 10,36    |

### 200 m
| Platz | Athlet         | Land   | Zeit (s) |
| ----- | -------------- | ------ | -------- |
| 1     | Jeffrey John   | FRA    | 20,93    |
| 2     | James Linde    | CAN    | 20,96    |
| 3     | Ján Volko      | SVK    | 20,99    |
| 4     | Ncincihli Titi | RSA    | 21,00    |
| 5     | Dan Telesford  | TTO    | 21,03    |
| 6     | Joseph Millar  | NZL    | 21,04    |
| 7     | Yang Chun-han  | Taiwan | 21,07    |
| 8     | Jun Yamashita  | JPN    | 21,16    |

### 400 m
| Platz | Athlet               | Land | Zeit (s) |
| ----- | -------------------- | ---- | -------- |
| 1     | Luguelín Santos      | DOM  | 45,24 SB |
| 2     | Yoandys Lescay Pardo | CUB  | 45,31 SB |
| 3     | Rafał Omelko         | POL  | 45,56    |
| 4     | Kajetan Duszyński    | POL  | 46,50    |
| 5     | Benjamin Attah       | CAN  | 46,53    |
| 6     | Davide Re            | ITA  | 46,87    |
| 7     | Michail Litwin       | KAZ  | 46,93    |
| 8     | Darren Alfred        | TTO  | 47,93    |

### 800 m
| Platz | Athlet               | Land | Zeit (min) |
| ----- | -------------------- | ---- | ---------- |
| 1     | Jesús Tonatiú López  | MEX  | 1:46,06 PB |
| 2     | Mohamed Belbachir    | ALG  | 1:46,73    |
| 3     | Aymeric Lusine       | FRA  | 1:47,18    |
| 4     | Hendrik Uys          | RSA  | 1:47,59    |
| 5     | Artur Kuciapski      | POL  | 1:47,69    |
| 6     | Stephen Knuckey      | AUS  | 1:47,90    |
| 7     | Filip Šnejdr         | CZE  | 1:48,31    |
| 8     | Rynardt van Rensburg | RSA  | 1:49,70    |

### 1500 m
| Platz | Athlet              | Land | Zeit (min) |
| ----- | ------------------- | ---- | ---------- |
| 1     | Timo Benitz         | GER  | 3:43,45    |
| 2     | Alexis Miellet      | FRA  | 3:43,91    |
| 3     | Jonathan Davies     | GBR  | 3:43,99    |
| 4     | Grzegorz Kalinowski | POL  | 3:44,57    |
| 5     | Charles Grethen     | LUX  | 3:44,59    |
| 6     | Isaac Hockey        | AUS  | 3:45,32    |
| 7     | Simas Bertašius     | LTU  | 3:46,05    |
| 8     | Takieddine Hedeilli | ALG  | 3:46,87    |

### 5000 m
| Platz | Athlet                 | Land | Zeit (min)  |
| ----- | ---------------------- | ---- | ----------- |
| 1     | François Barrer        | FRA  | 14:00,86    |
| 2     | Jonathan Stuart Davies | GBR  | 14:02,46    |
| 3     | Andreas Vojta          | AUT  | 14:02,65    |
| 4     | Nicolae Soare          | ROU  | 14:03,12 PB |
| 5     | Simon Debognies        | BEL  | 14:05,39    |
| 6     | Jeromy Andreas         | RSA  | 14:06,24    |
| 7     | Ramazan Özdemir        | TUR  | 14:08,55    |
| 8     | Jonas Raess            | SUI  | 14:08,99    |

### 10.000 m
| Platz | Athlet                 | Land | Zeit (min)  |
| ----- | ---------------------- | ---- | ----------- |
| 1     | Sadic Bahati           | UGA  | 29:08,68 PB |
| 2     | Nicolae Soare          | ROM  | 29:12,76 PB |
| 3     | Kazuya Shiojiri        | JPN  | 29:20,96    |
| 4     | John Kateregga         | UGA  | 29:44,31    |
| 5     | Samuel Barata          | POR  | 29:54,89    |
| 6     | Jermoy Andreas         | RSA  | 29:56,09    |
| 7     | Mokofane Milton Kekana | RSA  | 30:33,03    |
| 8     | Riley Cocks            | AUS  | 30:47,00    |

### Halbmarathon
| Platz | Athlet                         | Land | Zeit (h) |
| ----- | ------------------------------ | ---- | -------- |
| 1     | Katanishi Kei                  | JPN  | 1:06:09  |
| 2     | Kudo Naoki                     | JPN  | 1:06:23  |
| 3     | Suzuki Kengo                   | JPN  | 1:06:56  |
| 4     | John Kateregga                 | UGA  | 1:07:27  |
| 5     | Mokofane Milton Kekana         | RSA  | 1:08:57  |
| 6     | Tochigi Wataru                 | JPN  | 1:08:59  |
| 7     | Tseweenrawdangiin Bjambadschaw | MGL  | 1:09:14  |
| 8     | Janis Viškers                  | LAT  | 1:09:16  |

### Halbmarathon Teamwertung
| Platz | Land                | Zeit (h) |
| ----- | ------------------- | -------- |
| 1     | Japan               | 3:19:28  |
| 2     | Südafrika           | 3:31:38  |
| 3     | Türkei              | 3:34:42  |
| 4     | Mongolei            | 3:35:58  |
| 5     | Taiwan              | 3:41:15  |
| 6     | Südkorea            | 3:42:07  |
| 7     | Volksrepublik China | 3:45:35  |
| 8     | Uganda              | 3:47:49  |

### 20 km Gehen
| Platz | Athlet              | Land | Zeit (h) |
| ----- | ------------------- | ---- | -------- |
| 1     | Toshikazu Yamanishi | JPN  | 1:27:30  |
| 2     | Julio Salazar       | MEX  | 1:28:20  |
| 3     | Oikawa Fumitaka     | JPN  | 1:30:11  |
| 4     | Ever Palma          | MEX  | 1:30:23  |
| 5     | Isaac Palma         | MEX  | 1:30:31  |
| 6     | Ihor Hlawan         | UKR  | 1:30:39  |
| 7     | Tomohiro Noda       | JPN  | 1:31:00  |
| 8     | Georgi Scheiko      | KAZ  | 1:32:58  |

### 20 km Gehen Teamwertung
| Platz | Land                | Zeit (h) |
| ----- | ------------------- | -------- |
| 1     | Japan               | 4:28:41  |
| 2     | Mexiko              | 4:29:14  |
| 3     | Ukraine             | 4:41:34  |
| 4     | Südkorea            | 4:42:25  |
| 5     | Volksrepublik China | 5:07:40  |

### 110 m Hürden
| Platz | Athlet           | Land   | Zeit (s) |
| ----- | ---------------- | ------ | -------- |
| 1     | Balázs Baji      | HUN    | 13,35    |
| 2     | Chen Kuei-ru     | Taiwan | 13,55 PB |
| 3     | Damian Czykier   | POL    | 13,56    |
| 4     | Taiō Kanai       | JPN    | 13,69    |
| 5     | Shūsei Nomoto    | JPN    | 13,71    |
| 6     | Nicholas Hough   | AUS    | 13,73    |
| 7     | Sekou Kaba       | CAN    | 13,87    |
|       | Gabriel Oliveira | BRA    | DSQ      |

### 400 m Hürden
| Platz | Athlet                         | Land   | Zeit (s)  |
| ----- | ------------------------------ | ------ | --------- |
| 1     | Juander Santos                 | DOM    | 48,65     |
| 2     | Chen Chieh                     | Taiwan | 49,05 =PB |
| 3     | Abdelmalik Lahoulou            | ALG    | 49,30     |
| 4     | José Reynaldo Bencosme de Leon | ITA    | 49,38     |
| 5     | Patryk Dobek                   | POL    | 49,51 SB  |
| 6     | Johannes Pretorius             | RSA    | 49,71     |
| 7     | Dany Brand                     | SUI    | 49,92     |
| 8     | Jaak-Heinrich Jagor            | EST    | 50,71     |

### 3000 m Hindernis
| Platz | Athlet            | Land | Zeit (min) |
| ----- | ----------------- | ---- | ---------- |
| 1     | Krystian Zalewski | POL  | 8:35,88    |
| 2     | Rantso Mokopane   | RSA  | 8:36,25    |
| 3     | Ali Messaoudi     | ALG  | 8:37,14    |
| 4     | Topi Raitanen     | FIN  | 8:37,42 PB |
| 5     | Ole Hesselbjerg   | DEN  | 8:38,41    |
| 6     | Zak Seddon        | GBR  | 8:39,30    |
| 7     | Martin Grau       | GER  | 8:45,63    |
| 8     | Ahmed Abdelwahed  | ITA  | 8:47,72    |

### 4 × 100 m Staffel
| Platz | Land               | Athleten                                                                | Zeit (s) |
| ----- | ------------------ | ----------------------------------------------------------------------- | -------- |
| 1     | Japan              | Tanaka Yūsuke Shūhei Tada Kitagawa Shō Jun Yamashita                    | 38,65 SB |
| 2     | Vereinigte Staaten | John Lee Lewis Le Shon Collins Jacarias Martin Cameron Burrell          | 38,69    |
| 3     | Taiwan             | Wei Yi-ching Yang Chun-han Cheng Po-yu Chen Chia-hsun                   | 39,06 SB |
| 4     | Mexiko             | Heber Gallegos Iván Moreno López C Ramirez Rodrigue Juan Carlos Alanis  | 39,17 SB |
| 5     | Thailand           | Kritsada Namsuwan Bandit Chuangchai Jirapong Meenapra Jaran Sathoengram | 39,22 SB |
| 6     | Ghana              | Desmond Aryee Emmanuel Yeboah Stephen Opoku Godfred Kofitse             | 39,76 SB |
| 7     | Finnland           | Eetu Rantala Santtu Mörö Samuli Samuelsson Ville Myllymäki              | 40,37    |
|       | Schweiz            | Florian Clivaz Pascal Mancini Silvan Wicki Bastien Mouthon              | DNF      |

### 4 × 400 m Staffel
| Platz | Land                    | Athleten                                                         | Zeit (min) |
| ----- | ----------------------- | ---------------------------------------------------------------- | ---------- |
| 1     | Dominikanische Republik | Juander Santos Luis Charles Andito Charles Luguelín Santos       | 3:04,34    |
| 2     | Vereinigte Staaten      | Amere Lattin Curtis Brown Jordan Clarke Kahmari Montgomery       | 3:06,68    |
| 3     | Tschechien              | Jan Tesař Lukáš Hodboď Filip Šnejdr Vít Müller                   | 3:08,14    |
| 4     | Australien              | Daniel Mowen Taylor Burns Harrison Roubin Tristan Robinson       | 3:09,21 SB |
| 5     | Schweiz                 | Dany Brand Silvan Lutz Alain Mfompka Daniele Angelella           | 3:09,94    |
| 6     | Kanada                  | Benjamin Ayesu Corey Bellemore Gregory MacNeill Nathaniel George | 3:11,09    |
| 7     | Indien                  | Gokulakannan Mohan Ravinder Pankaj Malik Amoj Jacob              | 3:13,23    |
|       | Taiwan                  | Wang Wei-hsu Yu Chen-yi Yang Lung-hsiang Chen Chieh              | DSQ        |

### Hochsprung
| Platz | Athlet             | Land   | Höhe (m) |
| ----- | ------------------ | ------ | -------- |
| 1     | Falk Wendrich      | GER    | 2,29 PB  |
| 2     | Marco Fassinotti   | ITA    | 2,29 SB  |
| 3     | Hsiang Chun-hsien  | Taiwan | 2,26 SB  |
| 4     | Allan Smith        | GBR    | 2,23     |
| 5     | Adrijus Glebauskas | LTU    | 2,23 PB  |
| 6     | Dmitry Kroytor     | ISR    | 2,23 SB  |
| 7     | Mpho Links         | RSA    | 2,23 =PB |
| 8     | Woo Sang-hyeok     | KOR    | 2,20     |

### Stabhochsprung
| Platz | Athlet           | Land | Höhe (m) |
| ----- | ---------------- | ---- | -------- |
| 1     | Diogo Ferreira   | POR  | 5,55     |
| 2     | Sergei Grigorjew | KAZ  | 5,50     |
| 3     | Claudio Stecchi  | ITA  | 5,40     |
| 4     | Masaki Ejima     | JPN  | 5,40     |
| 5     | Angus Armstrong  | AUS  | 5,30     |
| 5     | Nikita Filippow  | KAZ  | 5,30     |
| 7     | Jorge Luna       | MEX  | 5,20     |
| 8     | Bruno Germano    | BRA  | 5,20     |

### Weitsprung
| Platz | Athlet               | Land | Weite (m) |
| ----- | -------------------- | ---- | --------- |
| 1     | Radek Juška          | CZE  | 8,02      |
| 2     | Yasser Triki         | ALG  | 7,96      |
| 3     | Raihau Maiau         | FRA  | 7,91      |
| 4     | Chris Mitrevski      | AUS  | 7,78      |
| 5     | Tiago da Silva       | BRA  | 7,64      |
| 6     | Joo Eun-jae          | KOR  | 7,57      |
| 7     | Filippo Randazzo     | ITA  | 7,53      |
| 8     | Strahinja Jovančević | SRB  | 7,52      |

### Dreisprung
| Platz | Athlet                | Land | Weite (m) |
| ----- | --------------------- | ---- | --------- |
| 1     | Nazim Babayev         | AZE  | 17,01     |
| 2     | Hugues Fabrice Zango  | BFA  | 16,97 PB  |
| 3     | Ryōma Yamamoto        | JPN  | 16,80     |
| 4     | Alberto Álvarez Muñoz | MEX  | 16,71 PB  |
| 5     | Yasser Triki          | ALG  | 16,60 PB  |
| 6     | Jean Cassemiro        | BRA  | 16,42     |
| 7     | Tom Yakubov           | ISR  | 16,19     |
| 8     | Mateus de Sá          | BRA  | 16,08     |

### Kugelstoßen
| Platz | Athlet              | Land | Weite (m) |
| ----- | ------------------- | ---- | --------- |
| 1     | Francisco Belo      | POR  | 20,86 PB  |
| 2     | Konrad Bukowiecki   | POL  | 20,16     |
| 3     | Andrei Gag          | ROU  | 20,12     |
| 4     | Aljaksej Nitschypar | BLR  | 20,09     |
| 5     | Jakub Szyszkowski   | POL  | 19,87     |
| 6     | Šarūnas Banevičius  | LTU  | 19,72 PB  |
| 7     | Willian Venancio    | BRA  | 19,25     |
| 8     | Coy Blair           | USA  | 18,98     |

### Diskuswurf
| Platz | Athlet                   | Land | Weite (m) |
| ----- | ------------------------ | ---- | --------- |
| 1     | Reginald Jagers          | USA  | 61,24     |
| 2     | Alin Alexandru Firfirică | ROU  | 61,13     |
| 3     | Róbert Szikszai          | HUN  | 60,91     |
| 4     | Mario Cota               | MEX  | 60,07     |
| 5     | Francisco Belo           | POR  | 59,78     |
| 6     | János Huszák             | HUN  | 59,69     |
| 7     | Douglas Dos Reis         | BRA  | 59,37     |
| 8     | Gregory Thopson          | GBR  | 57,52     |

### Hammerwurf
| Platz | Athlet            | Land | Weite (m) |
| ----- | ----------------- | ---- | --------- |
| 1     | Paweł Fajdek      | POL  | 79,16     |
| 2     | Pawel Barejscha   | BLR  | 77,98     |
| 3     | Serghei Marghiev  | MDA  | 74,98     |
| 4     | Bence Halász      | HUN  | 73,79     |
| 5     | Özkan Baltacı     | TUR  | 73,58     |
| 6     | Simone Falloni    | ITA  | 73,24     |
| 7     | Serhij Reheda     | UKR  | 70,34     |
| 8     | Tshepang Makhethe | RSA  | 69,77     |

### Speerwurf
| Platz | Athlet                   | Land   | Weite (m)   |
| ----- | ------------------------ | ------ | ----------- |
| 1     | Cheng Chao-tsun          | Taiwan | 91,36 UR AR |
| 2     | Andreas Hofmann          | GER    | 91,07 PB    |
| 3     | Huang Shih-feng          | Taiwan | 86,64 PB    |
| 4     | Andrian Mardare          | MDA    | 80,63       |
| 5     | Marcin Krukowski         | POL    | 79,38       |
| 6     | Norbert Rivasz-Tóth      | HUN    | 78,42       |
| 7     | William White            | AUS    | 77,74 PB    |
| 8     | Benjamin Langton Burnell | NZL    | 75,93       |

### Zehnkampf
| Platz | Athlet              | Land | Punkte  |
| ----- | ------------------- | ---- | ------- |
| 1     | Kyle Cranston       | AUS  | 7687 SB |
| 2     | Juuso Hassi         | FIN  | 7566    |
| 3     | Aaron Booth         | NZL  | 7523 PB |
| 4     | Maxim Andraloiz     | BLR  | 7472    |
| 5     | Marek Lukáš         | CZE  | 7400    |
| 6     | Fredriech Pretorius | RSA  | 7390    |
| 7     | Jeremy Lelievre     | FRA  | 7387    |
| 8     | Maxime Maugein      | FRA  | 7315    |

## Ergebnisse Frauen

### 100 m
| Platz | Athletin           | Land | Zeit (s) |
| ----- | ------------------ | ---- | -------- |
| 1     | Sashalee Forbes    | JAM  | 11,18    |
| 2     | Irene Siragusa     | ITA  | 11,31 PB |
| 3     | Salomé Kora        | SUI  | 11,33    |
| 4     | Wiktorija Sjabkina | KAZ  | 11,49    |
| 4     | Corinne Humphreys  | GBR  | 11,49    |
| 6     | Anna Bongiorni     | ITA  | 11,50    |
| 7     | Olga Safronowa     | KAZ  | 11,53    |
| 8     | Ajla Del Ponte     | SUI  | 11,62    |

### 200 m
| Platz | Athletin              | Land | Zeit (s) |
| ----- | --------------------- | ---- | -------- |
| 1     | Irene Siragusa        | ITA  | 22,96 PB |
| 2     | Gunta Latiševa-Čudare | LAT  | 23,15 PB |
| 3     | Anna Bongiorni        | ITA  | 23,47    |
| 4     | Alexandra Bezeková    | SVK  | 23,70    |
| 5     | Barbora Procházková   | CZE  | 23,78    |
| 6     | Olga Safronowa        | KAZ  | 23,80    |
| 7     | Phil Healy            | IRL  | 23,81    |
| 8     | Tori Williams         | USA  | 24,03    |

### 400 m
| Platz | Athletin          | Land | Zeit (s) |
| ----- | ----------------- | ---- | -------- |
| 1     | Małgorzata Hołub  | POL  | 51,76    |
| 2     | Justine Palframan | RSA  | 51,83 SB |
| 3     | Bianca Răzor      | ROM  | 51,97    |
| 4     | Aiyanna Stiverne  | CAN  | 52,33    |
| 5     | Cátia Azevedo     | POR  | 52,39    |
| 6     | Iga Baumgart      | POL  | 52,46    |
| 7     | Paola Morán       | MEX  | 52,96    |
| 8     | Kateryna Klymjuk  | UKR  | 53,85    |

### 800 m
| Platz | Athletin                   | Land | Zeit (min) |
| ----- | -------------------------- | ---- | ---------- |
| 1     | Rose Mary Almanza          | CUB  | 2:02,21    |
| 2     | Olha Ljachowa              | UKR  | 2:03,11    |
| 3     | Docus Ajok                 | UGA  | 2:03,22    |
| 4     | Georgia Griffith           | AUS  | 2:03,52    |
| 5     | Adelle Tracey              | GBR  | 2:03,72    |
| 6     | Bianka Kéri                | HUN  | 2:04,00    |
| 7     | Paulina Mikiewicz-Łapińska | POL  | 2:04,19    |
| 8     | Christina Hering           | GER  | 2:04,76    |

### 1500 m
| Platz | Athletin            | Land | Zeit (min) |
| ----- | ------------------- | ---- | ---------- |
| 1     | Amela Terzić        | SRB  | 4:19,18    |
| 2     | Docus Ajok          | UGA  | 4:19,48    |
| 3     | Kristiina Mäki      | CZE  | 4:20,65    |
| 4     | Martyna Galant      | POL  | 4:20,90    |
| 5     | Melissa Courtney    | GBR  | 4:21,14    |
| 6     | Natalia Evangelidou | CYP  | 4:21,16    |
| 7     | Diana Sujew         | GER  | 4:21,72    |
| 8     | Charline Mathias    | LUX  | 4:22,38    |

### 5000 m
| Platz | Athletin          | Land | Zeit (min)  |
| ----- | ----------------- | ---- | ----------- |
| 1     | Hanna Klein       | GER  | 15:45,28    |
| 2     | Jessica O’Connell | CAN  | 15:50,96    |
| 3     | Jessica Judd      | GBR  | 15:51,19    |
| 4     | Louise Small      | GBR  | 15:55,55    |
| 5     | Paulina Kaczyńska | POL  | 15:58,48    |
| 6     | Kristiina Mäki    | CZE  | 15:59,87 SB |
| 7     | Emma Mitchell     | IRL  | 16:00,02    |
| 8     | Sanjivani Jadhav  | IND  | 16:00,06    |

### 10.000 m
| Platz | Athletin          | Land | Zeit (min)  |
| ----- | ----------------- | ---- | ----------- |
| 1     | Darja Maslowa     | KGZ  | 33:19,27    |
| 2     | Sanjivani Jadhav  | IND  | 33:22,00 PB |
| 3     | Hosoda Ai         | JPN  | 33:27,89    |
| 4     | Munehisa Yuki     | JPN  | 33:30,45    |
| 5     | Jennifer Nesbitt  | GBR  | 34:01,34    |
| 6     | Andreea Pîșcu     | ROU  | 34:19,79 PB |
| 7     | Isobel Batt-Doyle | AUS  | 34:32,13    |
| 8     | Claire Sumner     | CAN  | 34:41,24    |

### Halbmarathon
| Platz | Athletin                   | Land | Zeit (h) |
| ----- | -------------------------- | ---- | -------- |
| 1     | Munehisa Yuki              | JPN  | 1:13:48  |
| 2     | Esma Aydemir               | TUR  | 1:14:28  |
| 3     | Fukui Saki                 | JPN  | 1:14:37  |
| 4     | Furuya Kanada              | JPN  | 1:15:10  |
| 5     | Izumida Maki               | JPN  | 1:16:24  |
| 6     | Fabienne Amrhein           | GER  | 1:17:10  |
| 7     | Sevilay Eytemış Ağri       | TUR  | 1:18:25  |
| 8     | Valdilene Dos Santos Silva | BRA  | 1:18:29  |

### Halbmarathon Teamwertung
| Platz | Land                | Zeit (h) |
| ----- | ------------------- | -------- |
| 1     | Japan               | 3:43:35  |
| 2     | Türkei              | 3:55:13  |
| 3     | Taiwan              | 4:05:52  |
| 4     | Volksrepublik China | 4:10:24  |

### 20 km Gehen
| Platz | Athletin        | Land | Zeit (h) |
| ----- | --------------- | ---- | -------- |
| 1     | Inna Kaschyna   | UKR  | 1:39:44  |
| 2     | Zhang Xin       | CHN  | 1:41:18  |
| 3     | Elisa Neuvonen  | FIN  | 1:42;50  |
| 4     | Rita Récsei     | HUN  | 1:43:36  |
| 5     | Mara Ribeiro    | POR  | 1:44:14  |
| 6     | Anel Oosthuizen | RSA  | 1:44:41  |
| 7     | Alina Zwilij    | UKR  | 1:45:25  |
| 8     | Zhao Huimin     | CHN  | 1:45:48  |

### 20 km Gehen Teamwertung
| Platz | Land                | Zeit (h) |
| ----- | ------------------- | -------- |
| 1     | Ukraine             | 5:12:01  |
| 2     | Volksrepublik China | 5:19:12  |

### 100 m Hürden
| Platz | Athletin           | Land | Zeit (s) |
| ----- | ------------------ | ---- | -------- |
| 1     | Nadine Visser      | NED  | 12,98    |
| 2     | Elwira Herman      | BLR  | 13,17    |
| 3     | Luca Kozák         | HUN  | 13,19    |
| 4     | Karolina Kołeczek  | POL  | 13,31    |
| 5     | Anamaria Nesteriuc | ROU  | 13,35    |
| 6     | Gréta Kerekes      | HUN  | 13,38    |
| 7     | Stephanie Bendrat  | AUT  | 13,74    |
| 8     | Michelle Jenneke   | AUS  | 14,82    |

### 400 m Hürden
| Platz | Athletin              | Land | Zeit (s) |
| ----- | --------------------- | ---- | -------- |
| 1     | Ayomide Folorunso     | ITA  | 55,63    |
| 2     | Joanna Linkiewicz     | POL  | 55,90    |
| 3     | Olena Kolesnytschenko | UKR  | 56,14 SB |
| 4     | Aleksandra Gaworska   | POL  | 57,25    |
| 5     | Jessica Turner        | GBR  | 57,45    |
| 6     | Jonna Berghem         | FIN  | 57,90 PB |
| 7     | Margo van Puyvelde    | BEL  | 58,47    |
| 8     | Daniela Rojas         | CRC  | 58,78    |

### 3000 m Hindernis
| Platz | Athletin          | Land | Zeit (min)  |
| ----- | ----------------- | ---- | ----------- |
| 1     | Tuğba Güvenç      | TUR  | 09:51,27    |
| 2     | Viktória Gyürkés  | HUN  | 09:52,17    |
| 3     | Özlem Kaya        | TUR  | 09:52,29    |
| 4     | Paige Campbell    | AUS  | 10:00,15 PB |
| 5     | Francesca Bertoni | ITA  | 10:09,16    |
| 6     | Belén Casetta     | ARG  | 10:12,77    |
| 7     | Eva Krchová       | CZE  | 10:13,12    |
| 8     | Lucie Sekanová    | CZE  | 10:19,38    |

### 4 × 100 m Staffel
| Platz | Land               | Athletinnen                                                               | Zeit (s) |
| ----- | ------------------ | ------------------------------------------------------------------------- | -------- |
| 1     | Schweiz            | Ajla Del Ponte Salomé Kora Cornelia Halbheer Selina von Jackowski         | 43,81    |
| 2     | Polen              | Kamila Ciba Agata Forkasiewicz Małgorzata Kołdej Karolina Zagajewska      | 44,19    |
| 3     | Japan              | Takeuchi Sayaka Nakamura Mizuki Ichiko Iki Maeyama Miyu                   | 44,56 SB |
| 4     | Mexiko             | Natali Brito Dania Aguillón Paola Morán Iza Daniela Flores                | 44,79 SB |
| 5     | Australien         | Jasmine Everett Gabriella O’Grady Elizabeth Hedding Larissa Pasternatsky  | 45,15 SB |
|       | Italien            | Luminosa Bogliolo Irene Siragusa Anna Bongiorni Ayomide Folorunso         | DNF      |
|       | Kasachstan         | Rima Kaschafutdinowa Wiktorija Sjabkina Swetlana Golendowa Olga Safronowa | DSQ      |
|       | Vereinigte Staaten | Justice Harrison Samiyah Samuels Tori Williams Sierra Smith               | DSQ      |

### 4 × 400 m Staffel
| Platz | Land       | Athletinnen                                                           | Zeit (min) |
| ----- | ---------- | --------------------------------------------------------------------- | ---------- |
| 1     | Polen      | Małgorzata Hołub Iga Baumgart Patrycja Wyciszkiewicz Justyna Święty   | 3:26,75    |
| 2     | Mexiko     | Dania Aguillón Natalin Brito Rosa Cook Paola Morán                    | 3:33,98 SB |
| 3     | Rumänien   | Anamaria Nesteriuc Sanda Belgyan Camelia Gal Bianca Răzor             | 3:34,16    |
| 4     | Kanada     | Kelsey Balkwill Jenna Westaway Aiyanna Stiverne Micha Powell          | 3:36,44    |
| 5     | Australien | Gabriella O’Grady Jessie Stafford Alexandra Bartholomew Alicia Keir   | 3:41,08    |
| 6     | Uganda     | Scovia Ayikoru Leni Shida Agnes Amuron Docus Ajok                     | 3:43,38    |
| 7     | Thailand   | Pornpan Hoemhuk Atchima Eng-Chuan Thanphimon Kaeodi Supanich Poolkerd | 3:43,53    |
|       | Ukraine    | Kateryna Klymjuk Olha Bibik Anastassija Bryshina Tetjana Melnyk       | DSQ        |

### Hochsprung
| Platz | Athletin              | Land | Höhe (m) |
| ----- | --------------------- | ---- | -------- |
| 1     | Oksana Okunjewa       | UKR  | 1,97     |
| 2     | Iryna Heraschtschenko | UKR  | 1,91     |
| 3     | Airinė Palšytė        | LTU  | 1,91     |
| 4     | Ximena Esquivel       | MEX  | 1,88 PB  |
| 4     | Jossie Graumann       | GER  | 1,88     |
| 4     | Marija Vuković        | MNE  | 1,88     |
| 7     | Nicola McDermott      | AUS  | 1,88 =PB |
| 8     | Yeung Man Wai         | HKG  | 1,84     |

### Stabhochsprung
| Platz | Athletin             | Land | Höhe (m) |
| ----- | -------------------- | ---- | -------- |
| 1     | Iryna Schuk          | BLR  | 4,40     |
| 2     | Annika Roloff        | GER  | 4,40     |
| 3     | Marta Onofre         | POR  | 4,40 =SB |
| 4     | Maryna Kylypko       | UKR  | 4,40     |
| 5     | Justyna Śmietanka    | POL  | 4,30     |
| 6     | Anjuli Knäsche       | GER  | 4,20     |
| 7     | Paige Ridout         | CAN  | 4,20     |
| 8     | Valeria Chiaraviglio | ARG  | 4,10     |
| 8     | Kamila Przybyła      | POL  | 4,10     |

### Weitsprung
| Platz | Athletin         | Land | Weite (m) |
| ----- | ---------------- | ---- | --------- |
| 1     | Alina Rotaru     | ROM  | 6,65      |
| 2     | Nektaria Panagi  | CYP  | 6,42      |
| 3     | Anna Bühler      | GER  | 6,38      |
| 4     | Milena Mitkowa   | BUL  | 6,26      |
| 5     | Rougui Sow       | FRA  | 6,21      |
| 6     | Lynique Prinsloo | RSA  | 6,21      |
| 7     | Samiyah Samuels  | USA  | 6,17      |
| 8     | Māra Grīva       | LAT  | 6,16      |

### Dreisprung
| Platz | Athletin              | Land | Weite (m) |
| ----- | --------------------- | ---- | --------- |
| 1     | Neele Eckhardt        | GER  | 13,91     |
| 2     | Fu Luna               | CHN  | 13,59 PB  |
| 3     | Māra Grīva            | LAT  | 13,58 SB  |
| 4     | Ottavia Cestonaro     | ITA  | 13,51     |
| 5     | Marija Owtschinnikowa | KAZ  | 13,39     |
| 6     | Sangoné Kandji        | SEN  | 12,92     |
| 7     | Santa Matule          | LAT  | 12,91     |
| 8     | Tähti Alver           | EST  | 12,87     |

### Kugelstoßen
| Platz | Athletin         | Land | Weite (m) |
| ----- | ---------------- | ---- | --------- |
| 1     | Brittany Crew    | CAN  | 18,34     |
| 2     | Klaudia Kardasz  | POL  | 17,90 PB  |
| 3     | Paulina Guba     | POL  | 17,76     |
| 4     | Natalia Duco     | CHI  | 17,73     |
| 5     | Sara Gambetta    | GER  | 17,60     |
| 6     | Amelia Strickler | GBR  | 17,13 PB  |
| 7     | Lena Urbaniak    | GER  | 16,72     |
| 8     | Wiktoryja Kolb   | BLR  | 16,58     |

### Diskuswurf
| Platz | Athletin           | Land | Weite (m) |
| ----- | ------------------ | ---- | --------- |
| 1     | Kristin Pudenz     | GER  | 59,09     |
| 2     | Valarie Allman     | USA  | 58,36     |
| 3     | Taryn Gollshewsky  | AUS  | 58,11     |
| 4     | Daria Zabawska     | POL  | 56,58     |
| 5     | Stefania Strumillo | ITA  | 56,16     |
| 6     | Kamalpreet Kaur    | IND  | 55,07     |
| 7     | Kätlin Tõllasson   | EST  | 53,16     |
| 8     | Salla Sipponen     | FIN  | 53,13     |

### Hammerwurf
| Platz | Athletin            | Land | Weite (m)   |
| ----- | ------------------- | ---- | ----------- |
| 1     | Malwina Kopron      | POL  | 76,85 UR PB |
| 2     | Hanna Malyschtschyk | BLR  | 74,93       |
| 3     | Joanna Fiodorow     | POL  | 71,33       |
| 4     | Kıvılcım Kaya       | TUR  | 70,41       |
| 5     | Alexandra Tavernier | FRA  | 70,20       |
| 6     | Lara Nielsen        | AUS  | 65,47       |
| 7     | Mariana Marcelino   | BRA  | 65,39       |
| 8     | Tereza Králová      | CZE  | 65,06       |

### Speerwurf
| Platz | Athletin          | Land | Weite (m) |
| ----- | ----------------- | ---- | --------- |
| 1     | Marcelina Witek   | POL  | 63,31 PB  |
| 2     | Marina Saitō      | JPN  | 62,37 PB  |
| 3     | Jenni Kangas      | FIN  | 60,98 PB  |
| 4     | Eda Tuğsuz        | TUR  | 60,75     |
| 5     | Christin Hussong  | GER  | 60,59     |
| 6     | Anete Kociņa      | LAT  | 58,49     |
| 7     | Liveta Jasiūnaitė | LTU  | 57,25     |
| 8     | Su Lingdan        | CHN  | 57,20     |

### Siebenkampf
| Platz | Athletin         | Land   | Punkte  |
| ----- | ---------------- | ------ | ------- |
| 1     | Verena Preiner   | AUT    | 6224    |
| 2     | Alysha Burnett   | AUS    | 5835 PB |
| 3     | Noor Vidts       | BEL    | 5728    |
| 4     | Jutta Heikkinen  | FIN    | 5606    |
| 5     | Vanessa Spínola  | BRA    | 5337    |
| 6     | Dallyssa Huggins | CAN    | 5300    |
| 7     | Chu Chia-ling    | Taiwan | 5224    |
| 8     | Pang Yuting      | CHN    | 5195    |